# Filialkirche Föllim

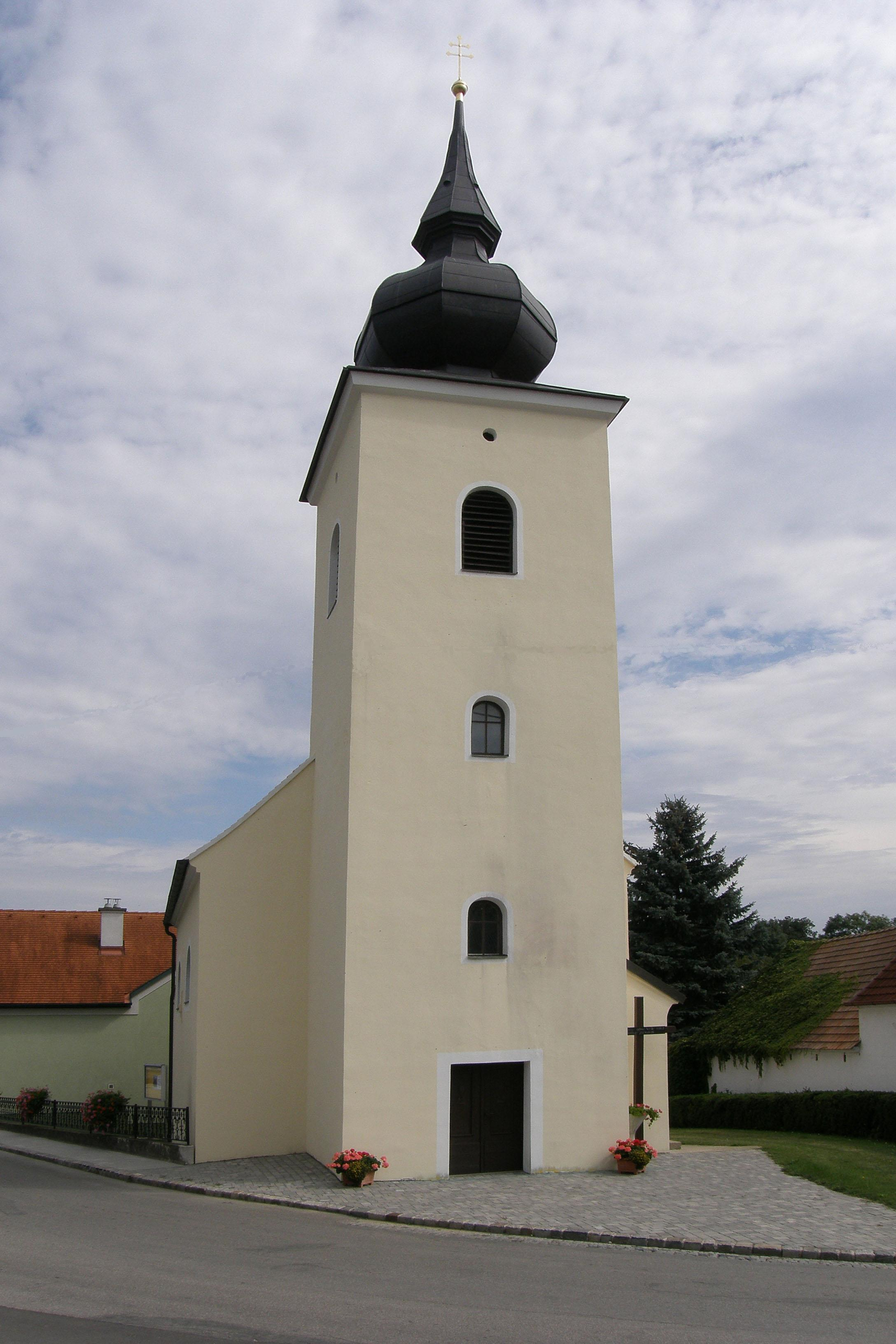
Filialkirche Föllim

Die Filial- und Wallfahrtskirche hl. Herz Mariens ist eine römisch-katholische Kirche im Norden von Föllim in Niederösterreich. Seit 1724 gilt sie als Wallfahrtskirche. Ursprünglich gehörte Föllim zum Pfarrbezirk Falkenstein und kam im 12. Jahrhundert zusammen mit Ameis in das Vikariat der Pfarre Asparn an der Zaya. Als Filiale der Pfarre Ameis gehört sie heute zum Dekanat Laa-Gaubitsch. Die Kirche steht zusammen mit dem sie umgebenden, ehemaligen Friedhof unter Denkmalschutz (Listeneintrag).
An das schlichte barocke Langhaus mit Westturm von 1709, Satteldach und Lunettenfenstern schließt ein eingezogener, gerader Chor aus dem 16. Jahrhundert an. Der westlichen Giebelfront ist ein dreigeschoßiger Turm mit rundbogigen Schallfenstern und Zwiebelhelm vorgestellt. An der Südseite liegt die Sakristei.
Das zweijochige Langhaus ist innen durch eine Stichkappentonne auf Doppelpilastern mit Kämpferzone und bemalten Gurten gedeckt und hat im Gewölbe Putzfelder. Darunter erhebt sich im Westen eine hölzerne Orgelempore aus der Zeit um 1800 sowie ein eingezogener, rundbogiger Triumphbogen. Der erhöhte, zweijochige Chor mit Stichkappentonne hat im östlichen Joch ein fünfteiliges Rippengewölbe auf Halbsäulenvorlagen mit Basen und einfachen Kapitellen vom Ende des 16. Jahrhunderts. Die Sakristei ist durch eine Stichkappentonne mit Putzfeldern und Gurtbogen gewölbt.
Die Ausstattung ist zum Großteil hochbarock. Der Hochaltar aus dem ersten Viertel des 18. Jahrhunderts hat eine Kopie des Gnadenbildes Mariahilf in schwarz-goldenem Rahmen mit hohem Aufsatz und Dreifaltigkeitsgruppe, das sich seit 1724 in Föllim befindet und 1737 am Altar angebracht wurde. Auf den seitlichen Opferungsportalen stehen vergoldete Statuen der Heiligen Ulrich und Prokop. Am Seitenaltar befindet sich ein 1978 restauriertes Ölbild des Heiligen Josef in barockem Rahmen aus dem zweiten Viertel des 18. Jahrhunderts. Die Kanzel aus dem ersten Viertel des 18. Jahrhunderts verfügt über Evangelistenfiguren am Korb. Die Orgel, in zierlichem, braun-goldenem Gehäuse, wurde 1783 von Josef Silberbauer gebaut. Zur weiteren Einrichtung zählen barocke Konsolstatuen der Heiligen Johannes Nepomuk und Antonius am Triumphbogen, eine Maria-Immaculate-Statue aus der ersten Hälfte des 18. Jahrhunderts im Chor, mit 1636 bezeichnete Votivbilder der 14 Nothelfer, ein Auge Gottes mit Inschrift und Bezeichnung 1784 sowie eine mit 1809 bezeichnete, schmiedeeiserne Gittertür.
Im ehemaligen Friedhof befinden sich zwei barocke Grabsteine aus Sandstein, zwei Gnadenstuhl-Darstellungen mit den Bezeichnungen 17.. und 1739, ein mit 1748 bezeichnetes Kreuz und eine mit 1881 bezeichnete Gittertür aus Schmiedeeisen.